# Микільська церква (Новгород-Сіверський)
Микільська церква — православний храм, пам'ятка архітектури та історії національного значення в Новгород-Сіверському.

## Історія
Постановою Кабінету Міністрів УРСР від 24.08.1963 № 970 «Про впорядкування справи обліку та охорони пам'яток архітектури на території Української РСР» надано статус «пам'ятник архітектурі національного значення» № 851.
Постановою Кабінету Міністрів України від 10.10.2012 № 929 «Про занесення об'єктів культурної спадщини національного значення до Державного реестру нерухомих пам'яток України» надано статус «пам'ятника архітектури та історії національного значення» з охоронним № 250050-Н. Тим самим об'єкт виключається зі Списку пам'яток архітектури Української РСР, які перебувають під охороною держави.
Встановлено інформаційну дошку.

## Опис
Микільська церква є прикладом дерев'яної монументальної архітектури північного Лівобережжя України. Входить до комплексу музею-заповідника «Слово про похід Ігорів». У ХІХ столітті набула рис ампіру, зберігши споконвічну композицію головного обсягу.
Споруджена в 1764 року на високому березі річки Десна. Згідно з легендою, збудована на місці давньоруського храму 1086 року за межами дитинця. Археологічні дослідження 1979 спростували тлумачення легенди. При храмі у XVIII столітті діяли школа та притулок.
Спочатку 5-зрубна, хрестоподібна у плані церква. Має стрункий пірамідальний верх із двома заломами (уступами). В інтер'єрі традиційний для українського культового дерев'яного будівництва прийом «залому» створює ілюзію подовження вгору хвилеподібних форм внутрішнього простору центрального верху. Бічні вівтарі з'явилися згодом, ймовірно, під час ремонту 1820 року. У ХІХ столітті у властивому стилі ампір були прибудовані біля входу до храму портик і поряд збудована двоярусна дзвіниця (не збереглася).
Дерев'яна, 5-зрубна, хрестоподібна в плані церква з восьмигранною в плані нефом (центральною ділянкою) церква, одноголова з двома заломами (уступами), які утворюють три яруси (верхи). Вхід прикрашений портиком, який вінчає трикутний фронтон. Покрівля всіх (крім центрального) зрубів скатна і увінчується невеликими фронтонами. Дверні прорізи з трапецієподібним верхом. Лиштва дверей, вікон та карнизів прикрашена різьбленням. Обнесена огорожею. Церква розташована на пагорбі, до якого ведуть щаблі.
У період 1960—1970 роки було реставровано: зроблено новий цоколь, відремонтовано і покрито гонтом дах, частково замінено окремі вінці зрубів, відновлено споконвічний різьблений декор. До реставрації були розібрані прибудови-портики, західний притвор та дзвіниця. З 1979 року входить до комплексу Новгород-Сіверської філії Чернігівського архітектурно-історичного заповідника, відкрито виставку, а з 1990 року — самостійного Новгород-Сіверського музею-заповідника «Слово про похід Ігорів». У 2008 році було проведено реставраційні роботи.
Була передана релігійній громаді.